# Placówka Straży Granicznej I linii „Huta Polańska”

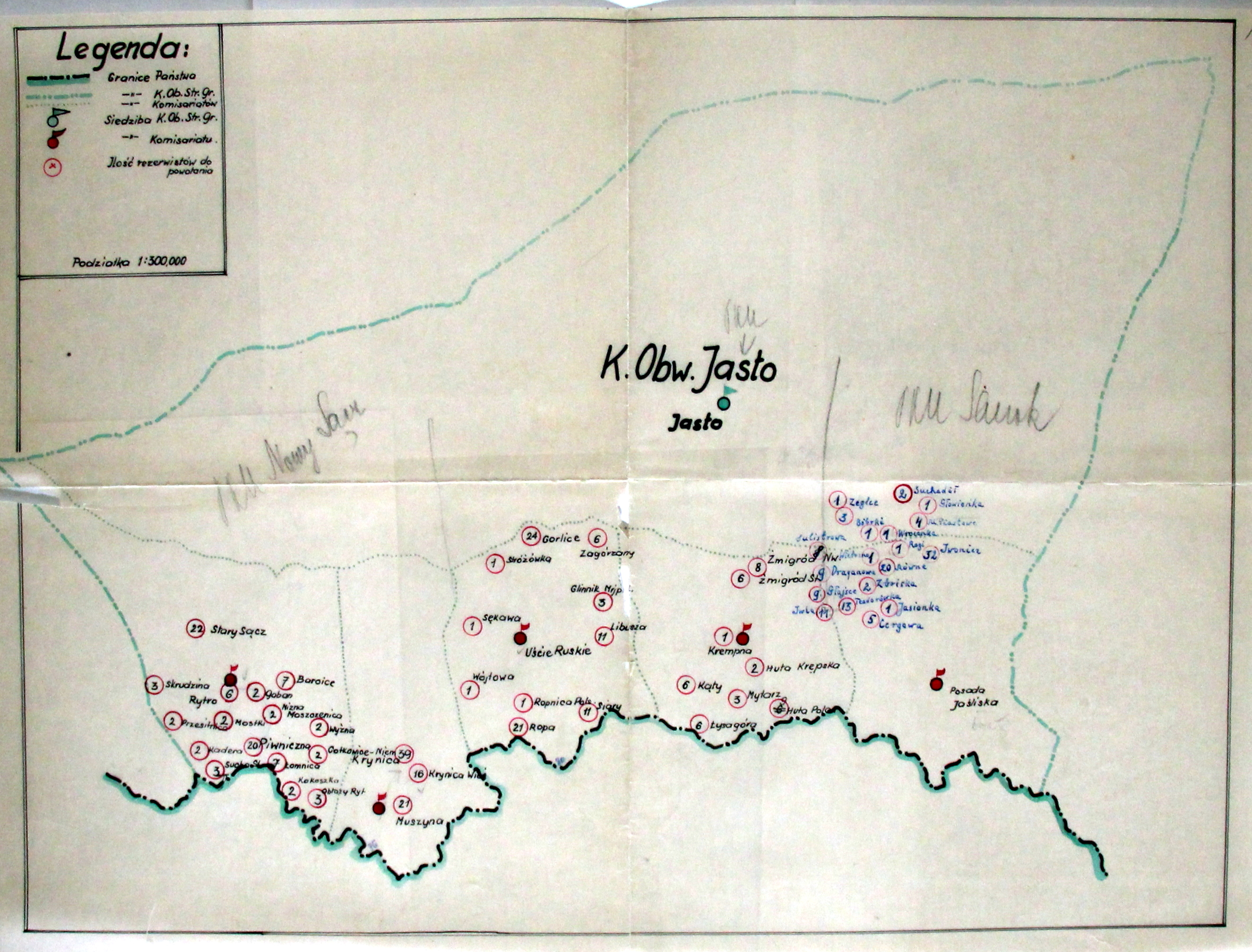
Szkic Obwodu SG „Jasło”

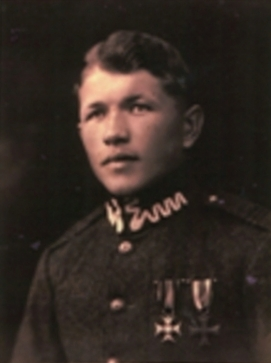
Wojciech Dąbrowski

Placówka Straży Granicznej I linii „Huta Polańska” – jednostka organizacyjna Straży Granicznej pełniąca służbę ochronną na granicy polsko-czechosłowackiej w okresie międzywojennym.

## Formowanie i zmiany organizacyjne
Na wniosek Ministerstwa Skarbu, uchwałą z 10 marca 1920 roku, powołano do życia Straż Celną. Od połowy 1921 roku jednostki Straży Celnej rozpoczęły przejmowanie odcinków granicy od pododdziałów Batalionów Celnych. Proces tworzenia Straży Celnej trwał do końca 1922 roku. Placówka Straży Celnej „Huta Polańska” weszła w podporządkowanie komisariatu Straży Celnej „Krempna” z Inspektoratu SC „Dukla”.
Rozporządzeniem Prezydenta Rzeczypospolitej Polskiej Ignacego Mościckiego z 22 marca 1928 roku, do ochrony północnej, zachodniej i południowej granicy państwa, a w szczególności do ich ochrony celnej, powoływano z dniem 2 kwietnia 1928 roku  Straż Graniczną.
Rozkazem dowódcy Straży Granicznej z 10 lipca 1929  w sprawach organizacyjnych powołano placówkę Straży Granicznej „Huta Polańska” w sile jednej drużyny przekazanej z podkomisariatu „Polany”. 
Rozkazem nr 7 z 25 września 1929 roku w sprawie reorganizacji i zmian dyslokacji Małopolskiego Inspektoratu Okręgowego komendant Straży Granicznej płk Jan Jur-Gorzechowski określił numer i strukturę komisariatu Straży Granicznej „Krempna”.
Placówka Straży Granicznej I linii „Huta Polańska” znalazła się w jego strukturze.

## Służba graniczna
Sąsiednie placówki:
- placówka Straży Granicznej I linii „Grab” ⇔ placówka Straży Granicznej I linii „Olchowiec”− 1929[7]

## Kierownicy/dowódcy placówki
| stopień          | imię i nazwisko    | okres pełnienia służby | kolejne stanowisko |
| ---------------- | ------------------ | ---------------------- | ------------------ |
| starszy strażnik | Wojciech Dąbrowski | 17 X 1933 – 29 VI 1938 |                    |